# Курнат-ас-Сауда
Курнат-ас-Сауда (араб. القرنة السوداء) — гора, найвища точка гірського хребта Ліван, а також Лівана в цілому. Висота 3088 м. Розташована приблизно за 30 км на південний схід від Триполі. Схили гори на рівні вище 1800 м вкриті снігом майже 4 місяці в році, вище 2500 м — до 6 місяців в році.